# K'âjarnaĸ

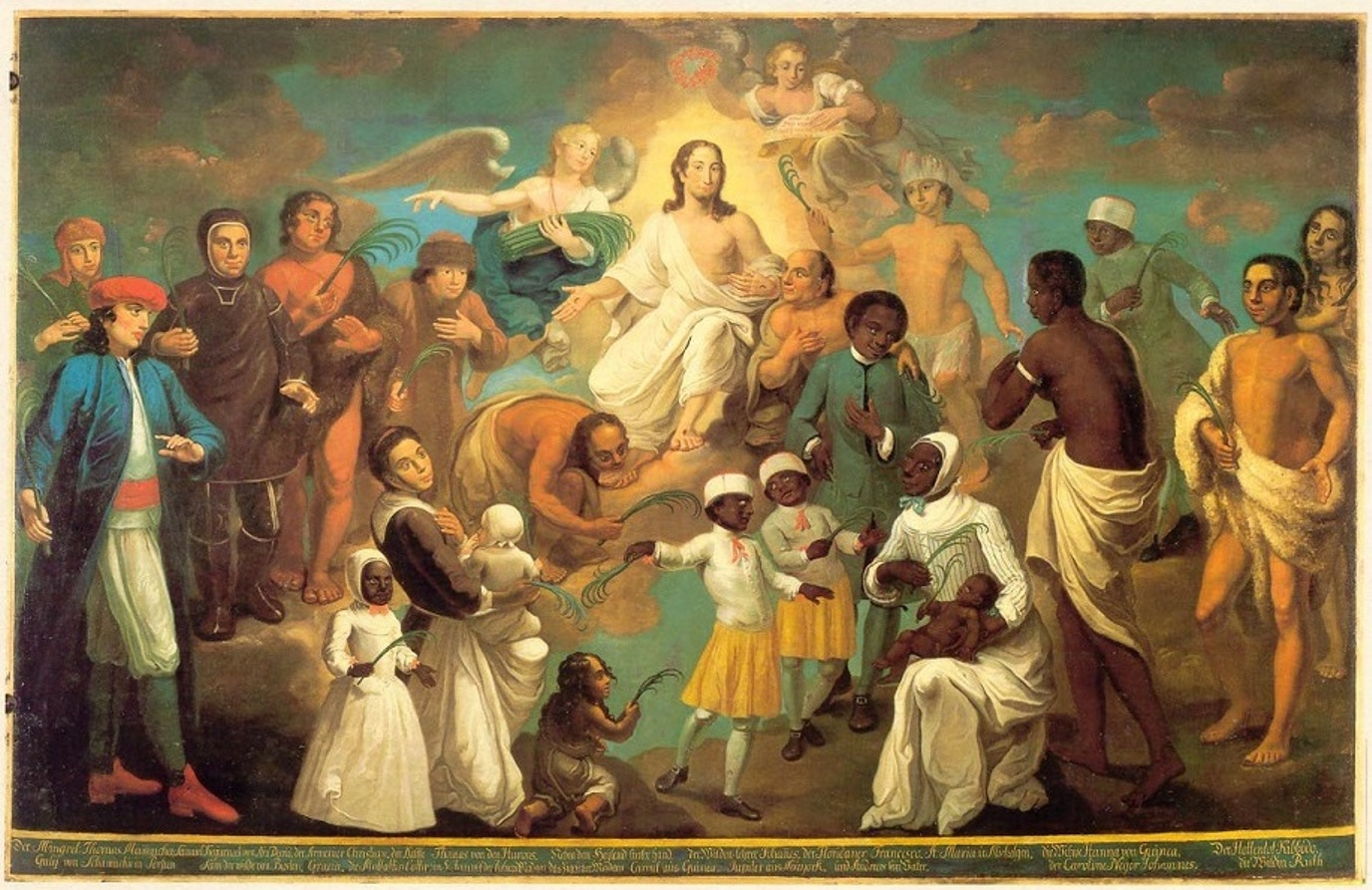
K'âjarnaĸ (dritter von links) auf dem Erstlingsbild (1747)

K'âjarnaĸ (nach neuer Rechtschreibung Qaajarnaq), getauft Samuel († 27. Februar 1741 in Noorliit), war der erste herrnhutisch getaufte Grönländer.

## Leben

### Katechumenat
K'âjarnaĸ stammte ursprünglich aus dem Süden Grönlands und reiste 1738 als Teil einer Gruppe nach Norden, wo sie am 2. Juni die 1733 gegründete Missionsstation Neu-Herrnhut in Noorliit auffanden. An diesem Tag befand sich von den Missionaren nur Johann Beck im Haus, der gerade mit der Übersetzung von Bibeltexten beschäftigt war, als sie ihn um eine Erzählung baten. Der Missionar fragte sie, wohin ihre Seelen nach dem Tod kämen und wer die Welt geschaffen hätte, und erzählte ihnen anschließend von der Schöpfungsgeschichte und dem Leben Jesu. Als er sagte, dass man selig werden könne, wenn man an Gott glaubt, fragte K'âjarnaĸ, wie genau das funktioniere. Gemeinsam mit den mittlerweile zurückgekommenen anderen Missionaren führten sie die Geschichte aus und als sie fertig waren, versprachen einige der Grönländer bald zurückzukommen. Bis zu diesem Tag hatten die Missionare noch keinen Grönländer getroffen, der aufrichtiges Interesse am Christentum gezeigt hatte; die bisherigen fünf Jahre in Grönland waren völlig ergebnislos gewesen.
Am 11. Juni fand sich K'âjarnaĸ tatsächlich wieder in der Missionsstation ein, erinnerte sich an Teile der Erzählung und meinte anschließend seiner Familie und seinen Mitbewohnern auch davon erzählen zu wollen. Er besuchte sie in den folgenden Tagen mehrfach erneut, lernte einige Gebete auswendig und zog noch vor Monatsende bei den Missionaren ein. Diese waren hocherfreut über K'âjarnaĸs religiöses Interesse und lobten seine Wissbegierigkeit und Aufnahmefähigkeit. K'âjarnaĸ überredete seine Familie und einige befreundete Familien dazu, sich ebenfalls in Noorliit niederzulassen. Er unterstützte die Missionare anschließend tatkräftig, wenn diese sprachliche Schwierigkeiten beim Erzählen der christlichen Erzählungen auf Grönländisch hatten.
Im Herbst hin zogen die anderen wieder weg, um auf Rentierjagd zu gehen; einzig K'âjarnaĸ blieb in Noorliit wohnen. Es wird berichtet, dass dies bei seinen Landsleuten zu großem Unverständnis führte, sodass sie als Strafe für sein Zurückbleiben bei ihrer Abreise sein Zelt mitnahmen. Die Missionare berichteten auch, wie K'âjarnaĸ seine Treue zu Gott dennoch seinen Landsleuten gegenüber eisern verteidigte. Im Oktober 1738 zogen wieder einige Familien auf K'âjarnaĸs Veranlassung hin nach Noorliit, woraufhin dort 20 Personen lebten. Im Winter lebten nur noch K'âjarnaĸs Familie und eine weitere befreundete Familie dort. Die Missionare unterrichteten sie und beteten mit ihnen. Dadurch konnte erstmals ein geordneteres Missionswesen begonnen werden. Fünf Erwachsene wurden gesondert unterrichtet und für die Kinder wurde eine Schule gegründet, aber die meisten Eltern zeigten keinerlei Verständnis dafür, dass ihre Kinder Lesen und Schreiben lernen sollten.
Anfang 1739 wuchs die Einwohnerzahl in Noorliit weiter, weil viele Grönländer während einer Hungersnot auf Hilfe von den europäischen Missionaren hofften, während die Missionare sie mit Freude aufnahmen, um weitere für das Christentum offene Ohren zu finden. Trotzdem blieb es dabei, dass die Missionare nur von K'âjarnaĸ als größte Hoffnung auf den Ersttäufling berichteten. Es heißt, dass er häufig Fragen stellte und selbst Fragen mit großer Freude beantwortete und viel betete und versuchte seine Landsleute auch dazu zu bewegen.

### Taufe
Schließlich befanden die Missionare K'âjarnaĸ für taufreif. Am 30. März 1739 wurde er gemeinsam mit seiner Frau und den zwei Kleinkindern der Familie von Missionar Matthäus Stach getauft, woraufhin er den Namen Samuel erhielt. Sie legten das Glaubensbekenntnis ab und versprachen nie wieder den grönländischen heidnischen Traditionen nachgehen zu wollen.
Vier Wochen nach der Taufe wurde K'âjarnaĸs Schwager Inúngitsoĸ ermordet, nachdem man ihn beschuldigt hatte, jemanden totgehext zu haben. Da K'âjarnaĸ und seinem anderen Schwager Oĸungmiaĸ dasselbe Schicksal angedroht wurde, beschloss er nach Süden zu flüchten. Die Missionare versuchten ihn davon abzuhalten und erinnerten ihn daran, dass er bei der Taufe versprochen hatte, die Missionsstation nie wieder zu verlassen, mussten ihn aber schweren Herzens gehen lassen. Mit ihm zogen auch die meisten anderen, sodass die Missionsstation bald nahezu menschenleer war. In den folgenden Monaten kamen jedoch wieder vermehrt Grönländer dorthin und baten um Erzählungen von Gott, von denen sie im Süden gehört hatten.

### Missionstätigkeit
Während einer Hochzeit unter den Missionaren am 4. Juli 1740 kehrte K'âjarnaĸ überraschend mit seiner Familie nach Noorliit zurück. Er berichtete, dass er das Wort Gottes im Süden verbreitet hatte, aber nach einiger Zeit niemand mehr Interesse zeigte und sie begannen ihn zu verspotten. Schließlich hatte er die Missionare vermisst und beschlossen zurückzukehren. Seinen kleinen Sohn hatte er zurückgelassen, damit dieser weitere Grönländer zum Umzug nach Noorliit bewegen könne.
K'âjarnaĸ und die Ende 1740 auf den Namen Sarah getaufte Pussimeĸ unterstützten die Missionare anschließend, wobei es heißt, dass sie deutlich besseren Zugang zu ihren Landsleuten fanden, als die Missionare es vermochten. Als die Grönländer K'âjarnaĸ im Dezember 1740 auf ein Tanzfest einluden, lehnte dieser entschieden ab, da er stattdessen mit den Missionaren das Weihnachtsfest feiern wollte. Sein Widerstand gegenüber den anderen Grönländern sorgte weiterhin für Unverständnis und sie versuchten seiner Frau einzureden, dass er sie betrügen würde. Im Januar 1741 begleitete K'âjarnaĸ die Missionare auf eine Missionsreise ins nahegelegene Kangeq. In den folgenden Wochen half er den Missionaren bei der Übersetzung der Bibel und besuchte weitere Wohnplätze, um dort zu missionieren, und klagte nach der Rückkehr darüber, dass seine Worte bei seinen Mitmenschen keinerlei Anklang fänden.
Am 21. Februar erkrankte er. Er wurde von Tag zu Tag schwächer, aber war frohen Mutes, da er sich darauf freute, in den Himmel zu kommen. Er wurde noch von dänischen Missionaren besucht, bevor er am 27. Februar starb. Er wurde tags darauf als erster auf dem herrnhutischen Friedhof in Noorliit begraben. Zahlreiche Grönländer, Deutsche und Skandinavier nahmen am Trauerzug teil.

## Familie
In den Berichten der Missionare und den Kirchenbüchern sind mehrere Familienmitglieder von K'âjarnaĸ benannt. Seine Frau Anaĸ erhielt den Namen Anna und starb am 15. Oktober 1752.
Der um 1734 geborene gleichnamige Sohn K'âjarnaĸ wurde auf den Namen Matthäus/Matthes getauft, heiratete am 12. Februar 1752, aber starb bereits am 28. September 1752 kurz vor seiner Mutter. Er gehörte zu den fünf Grönländern, die 1747 nach Europa reisten.
Die Tochter Aguna wurde im April 1738 geboren, wie ihre Mutter auf den Namen Anna getauft und heiratete zweimal, zuerst am 9. Februar 1766 Adolph, der am 25. Juli desselben Jahres starb, und dann am 25. April 1780 Daniel. Aus ihrer ersten Ehe hatte sie die Tochter Anna (1767–1836) und aus der zweiten Ehe den Sohn Simon (1783–1823). Sie starb 1796 im Alter von 58 Jahren. Über sie hat K'âjarnaĸ noch heute Nachkommen.
Kurz vor K'âjarnaĸs Tod wurde am 1. Januar 1741 der zweite Sohn geboren, der wie sein Vater und sein Bruder ebenfalls K'âjarnaĸ hieß und am 25. Februar 1747 auf den Namen Martin getauft wurde, aber am folgenden Tag im Alter von sechs Jahren starb.
Zu den weiteren Verwandten gehören K'âjarnaĸs Neffe K'uánaĸ, der 1745 auf den Namen Jehu getauft wurde und der Sohn von K'âjarnaĸ offenbar ungetauftem Bruder K'uajaĸ war, sein Schwager (der Bruder seiner Frau) Oĸungmiaĸ, der 1750 auf den Namen Boas getauft wurde, und der Neffe seiner Frau Ame, der 1752 als Siegmund getauft wurde.

## Bedeutung und Rezeption
1747 wurde K'âjarnaĸ von Johann Valentin Haidt auf dem Erstlingsbild dargestellt, auf dem die ersten missionierten Täuflinge der verschiedenen weltweiten Missionsstationen der Herrnhuter dargestellt sind. K'âjarnaĸs Leben ist in David Cranz’ grönländischem Geschichtswerk von 1762 ausführlich überliefert. Ihm wird von Historikern eine große Bedeutung für die Herrnhuter Mission eingeräumt, da er die Missionare aktiv unterstützte und somit den späteren Erfolg mitverantwortete. Der Missionar Carl Julius Spindler verfasste 1891 ein Gedicht über K'âjarnaĸ.